# Meistriliiga (2016)
Meistriliiga 2016 (znana jako A. Le Coq Premium liiga ze względów sponsorskich) była 26. edycją najwyższej klasy rozgrywkowej piłki nożnej w Estonii.
Brało w niej udział 10 drużyn, które w okresie od 4 marca do 5 listopada 2016 rozegrały 36 kolejek meczów. Obrońcą tytułu była Flora Tallinn. Mistrzostwo po raz pierwszy w historii zdobyła drużyna Infonet Tallinn.

## Uczestniczące drużyny
| Uczestnicy poprzedniej edycji | Uczestnicy poprzedniej edycji | Uczestnicy poprzedniej edycji | Uczestnicy poprzedniej edycji |
| --- | ----------------------------- | ----------------------------- | ----------------------------- |
| FLO | Flora Tallinn                 | Tallinn                       | 1                             |
| LEV | Levadia Tallinn               | Tallinn                       | 2                             |
| NÕM | Nõmme Kalju                   | Tallinn                       | 3                             |
| INF | Tallinna FC Infonet           | Tallinn                       | 4                             |
| SLK | JK Sillamäe Kalev             | Sillamäe                      | 5                             |
| NVA | JK Narva Trans                | Narwa                         | 6                             |
| PAI | Paide Linnameeskond           | Paide                         | 7                             |
| PÄR | Pärnu Linnameeskond           | Parnawa                       | 8                             |
| po barażach |                               |                               |                               |
| TMT | Tartu JK Tammeka              | Tartu                         | 9                             |
| Awans z Esiliigi |                               |                               |                               |
| TAR | Rakvere Tarvas                | Rakvere                       | 4                             |
| Oznaczenia: - kolumna pierwsza – skróty nazw drużyn, - kolumna trzecia – siedziba klubu, - kolumna czwarta – miejsce zajęte w poprzednim sezonie. |                               |                               |                               |

## Tabela
| Lp. | Drużyna                    | M  | Z  | R  | P  | B+ | B–  | +/– | Pkt | Kwalifikacja lub spadek                     |
| --- | -------------------------- | -- | -- | -- | -- | -- | --- | --- | --- | ------------------------------------------- |
| 1   | Infonet Tallinn (M, P)     | 36 | 24 | 8  | 4  | 74 | 33  | +41 | 80  | Liga Mistrzów UEFA • I runda kwalifikacyjna |
| 2   | Levadia Tallinn            | 36 | 24 | 6  | 6  | 77 | 30  | +47 | 78  | Liga Europy UEFA • I runda kwalifikacyjna   |
| 3   | Nõmme Kalju                | 36 | 22 | 9  | 5  | 70 | 28  | +42 | 75  | Liga Europy UEFA • I runda kwalifikacyjna   |
| 4   | Flora Tallinn              | 36 | 21 | 10 | 5  | 96 | 31  | +65 | 73  | Liga Europy UEFA • I runda kwalifikacyjna   |
| 5   | Sillamäe Kalev             | 36 | 14 | 9  | 13 | 65 | 55  | +10 | 51  |                                             |
| 6   | Paide Linnameeskond        | 36 | 14 | 6  | 16 | 58 | 61  | −3  | 48  |                                             |
| 7   | Tartu Tammeka              | 36 | 12 | 5  | 19 | 43 | 65  | −22 | 41  |                                             |
| 8   | Narva Trans                | 36 | 11 | 8  | 17 | 60 | 68  | −8  | 41  |                                             |
| 9   | Pärnu Linnameeskond (B, O) | 36 | 5  | 2  | 29 | 24 | 98  | −74 | 17  | baraż o Meistriliiga                        |
| 10  | Rakvere Tarvas (S)         | 36 | 0  | 3  | 33 | 15 | 113 | −98 | 3   | spadek do Esiliiga                          |

## Wyniki
| Gospodarz \ Gość    | FLO | INF | NÕM | LEV | PAI | PÄR | SIL | TAM | TAR | NAR | FLO | INF | NÕM | LEV | PAI | PÄR | SIL | TAM | TAR | NAR |
| ------------------- | --- | --- | --- | --- | --- | --- | --- | --- | --- | --- | --- | --- | --- | --- | --- | --- | --- | --- | --- | --- |
| Flora Tallinn       |     | 3–0 | 0–0 | 1–2 | 2–0 | 6–0 | 0–0 | 0–0 | 6–0 | 3–0 |     | 2–1 | 1–1 | 6–1 | 4–0 | 3–0 | 3–3 | 0–0 | 4–0 | 4–1 |
| Infonet Tallinn     | 1–1 |     | 2–1 | 3–2 | 1–0 | 3–1 | 0–0 | 4–0 | 4–1 | 2–1 | 4–3 |     | 2–2 | 0–0 | 3–1 | 1–0 | 4–2 | 1–0 | 6–0 | 4–3 |
| Nõmme Kalju         | 2–0 | 2–1 |     | 0–1 | 1–0 | 3–0 | 2–0 | 2–0 | 3–1 | 6–0 | 3–3 | 1–2 |     | 0–3 | 1–1 | 0–0 | 3–1 | 3–0 | 2–0 | 2–0 |
| Levadia Tallinn     | 0–0 | 1–0 | 1–1 |     | 4–0 | 1–0 | 2–1 | 1–1 | 2–0 | 1–0 | 2–1 | 2–2 | 1–2 |     | 7–1 | 2–0 | 2–1 | 4–0 | 4–0 | 5–0 |
| Paide Linnameeskond | 1–1 | 0–2 | 1–1 | 0–1 |     | 4–0 | 1–3 | 3–0 | 4–2 | 3–2 | 0–3 | 1–4 | 2–0 | 0–4 |     | 4–1 | 2–1 | 3–1 | 7–0 | 0–0 |
| Pärnu Linnameeskond | 0–3 | 0–2 | 0–1 | 1–0 | 0–3 |     | 0–2 | 0–1 | 3–0 | 0–1 | 1–6 | 0–5 | 1–5 | 0–4 | 3–1 |     | 2–5 | 0–3 | 2–1 | 1–7 |
| Sillamäe Kalev      | 2–4 | 2–2 | 1–3 | 0–2 | 1–1 | 4–1 |     | 5–1 | 1–0 | 3–0 | 1–4 | 0–0 | 0–1 | 3–2 | 0–0 | 4–2 |     | 1–2 | 4–0 | 2–1 |
| Tartu Tammeka       | 0–4 | 1–2 | 0–3 | 1–4 | 2–0 | 2–1 | 4–0 |     | 3–1 | 2–2 | 3–1 | 0–1 | 0–1 | 1–2 | 1–4 | 2–0 | 0–0 |     | 5–0 | 0–2 |
| Rakvere Tarvas      | 0–5 | 0–1 | 1–6 | 0–4 | 0–5 | 1–2 | 0–3 | 0–1 |     | 0–1 | 1–4 | 0–1 | 1–2 | 0–1 | 0–1 | 1–1 | 0–3 | 1–3 |     | 0–6 |
| Narva Trans         | 1–2 | 0–3 | 1–1 | 1–1 | 2–3 | 4–0 | 3–3 | 4–1 | 2–2 |     | -:2 | 0–0 | 0–3 | 3–1 | 3–1 | 3–1 | 1–3 | 4–2 | 1–1 |     |

1. ↑  Mecz 33. kolejki (15.10) między Narva Trans a Flora Tallinn anulowano. Zwycięstwo przyznano Florze, ponieważ Narva Trans wystawił zawieszonego zawodnika[6]. Mecz zakończył się wynikiem 0–2.

## Baraż o Meistriliiga
Pärnu Linnameeskond wygrał 9-4 dwumecz z Maardu Linnameeskond czwartą drużyną Esiliiga o miejsce w Meistriliiga na sezon 2017.
| 12 listopada 2016 | Maardu Linnameeskond   | 1:5   | Pärnu Linnameeskond                                                                    |                                                               |
| 12:00             | Ilja Zelentsov 59' (k) | (0:3) | 8' (sam.) Anton Aristov · 30', 54' Kristen Saarts · 45' Rauno Tutk · 71' Tonis Vihmoja | Maardu linnastaadion, Maardu Widzów: 86 Sędzia: Juri Frischer |

| 19 listopada 2016 | Pärnu Linnameeskond                                                                     | 4:3   | Maardu Linnameeskond                                                |                                                                |
| 12:00             | Kristen Saarts 22' · Klymentiy Boldyrev 37' (sam.) · Risto Pärnat 43' · Martin Vunk 88' | (3:1) | 27' Sahrijar Abdullajev · 53' Maksim Krivosein · 89' Ilja Zelentsov | Pärnu Rannastaadion, Parnawa Widzów: 135 Sędzia: Kristo Tohver |

## Najlepsi strzelcy
| Bramki | Strzelcy               | Drużyna             |
| ------ | ---------------------- | ------------------- |
| 25     | Jewgienij Kabajew      | Sillamäe Kalev      |
| 19     | Rauno Sappinen         | Flora Tallinn       |
| 19     | Wiaczesław Zahovaiko   | Paide Linnameeskond |
| 15     | Rauno Alliku           | Flora Tallinn       |
| 14     | Anton Miranczuk        | Levadia Tallinn     |
| 14     | Dmitri Proshin         | Narva Trans         |
| 14     | Ats Purje              | Nõmme Kalju         |
| 14     | Sakari Tukiainen       | Flora Tallinn       |
| 12     | Kristjan Tiirik        | Tartu Tammeka       |
| 12     | Vladimir Voskoboinikov | Infonet Tallinn     |

Źródło:

## Stadiony
| Flora Tallinn   |
| --------------- |
| A. Le Coq Arena |
|                 |

| Infonet Tallinn            |
| -------------------------- |
| Infoneti Lasnamäe staadion |
|                            |

| Levadia Tallinn  |
| ---------------- |
| Stadion Kadriorg |
|                  |

| Narva Trans               |
| ------------------------- |
| Narva Kreenholmi staadion |
|                           |

| Nõmme Kalju   |
| ------------- |
| Hiiu staadion |
|               |

| Paide Linnameeskond           |
| ----------------------------- |
| Stadion Paide Ühisgümnaasiumi |
|                               |

| Pärnu Linnameeskond |
| ------------------- |
| Pärnu Rannastaadion |
|                     |

| Rakvere Tarvas   |
| ---------------- |
| Rakvere staadion |
|                  |

| Sillamäe Kalev         |
| ---------------------- |
| Stadion Sillamäe Kalev |
|                        |

| Tartu Tammeka  |
| -------------- |
| Tamme staadion |
|                |

Źródło: